# وادي الماء
وادي الماء ويسميها أهالي المنطقة قديمًا إغز ن تلمات (ⵉⵖⵥⴻⵕ ⵏ ⵜⵍⵎⴰⵜ)، هي مدينة جزائرية تابعة لولاية باتنة وتبعد عن مقر الولاية بـ 31 كلم، وتعتبر ثشاويث (ⵝⵛⴰⵡⵉⵝ) اللهجة الأصلية لمعظم سكانها، ويقصد بثشاويث إحدى اللهجات الأمازيغية. تعتبر وادي الماء عاصمة لسهل بلزمة والحظيرة الوطنية بلزمة.
أسسها الاستعمار الفرنسي كبلدية سنة 1904  م وكانت تلقب برنال إلى أن تاريخها يعود إلى العهد الروماني إذ وجدت في المدينة صخرة منقوش عليها اسم المدينة الحالي بالحروف الرومانية والذي ترجم إلى وادي الماء
فلكيا تقع وادي الماء في دائرة العرض 35.6286 درجة شمالا، وخط الطول 5.9117 درجة شرقا. أما جغرافيا فتتوسط بلدية وادي الماء إقليم ولاية باتنة يحدها شمالا بلدية الحاسيو بلدية زانة البيضاء ومن الشرق بلدية سريانة ومن الجنوب الشرقي بلدية باتنة ومن الجنوب بلدية وادي الشعبة ومن الجنوب الغربي بلدية حيدوسة ومن الغرب بلدية مروانة وبلدية قصر بلزمة
معظم سكان وادي الماء ذو أصول أمازيغية (شاوية) يتكلمون اللهجة الشاوية إلا فئة قليلة يتكلمون (العربية الدارجة).

## مؤشرات اقتصادية
توفر البلدية على أراضي فلاحيه هامة منها سهل بلزمة الشهير. كما تتمتع بمساحات غابية هامة كلها ضمن الحظيرة الوطنية. بالبلدية، مشروع للطاقة الشمسية قيد الإنجاز.

## رياضة
تأسس بالمدينة فريق النجم الرياضي لوادي الماء سنة 1972. كما ينشط بها نادي للكارتي.